# Pottia splachnoides
Pottia splachnoides là một loài Rêu trong họ Pottiaceae. Loài này được (Hornsch.) Broth. miêu tả khoa học đầu tiên năm 1902.